# 弗林特 (威爾斯)
弗林特（英語：Flint）是位於英國威爾斯弗林特郡的一座城鎮，在歷史上是弗林特郡的郡治，現在是弗林特郡的第三大城鎮。據2001年人口普查，弗林特有人口12,804人。

## 外部連結
- BBC Wales's Flint website （页面存档备份，存于）
- www.cefnpennar.com : Flint historical & genealogical records list （页面存档备份，存于）
- www.geograph.co.uk : photos of Flint and surrounding area